# Mustasaari (ö i Finland, Norra Savolax, Norra Savolax, lat 63,22, long 27,36)
Mustasaari är en ö i Finland. Den ligger i sjön Onkivesi och i kommunen Lapinlax i den ekonomiska regionen  Övre Savolax ekonomiska region  och landskapet Norra Savolax, i den centrala delen av landet, 400 km norr om huvudstaden Helsingfors. Öns area är 90,4 hektar och dess största längd är 1,5 kilometer i nord-sydlig riktning.